# Marijn van den Berg
Marijn van den Berg (* 19. Juli 1999 in De Meern/Utrecht) ist ein niederländischer Radrennfahrer.

## Sportlicher Werdegang
Mit dem Wechsel in die U23 wurde van den Berg zur Saison 2018 Mitglied im UCI Continental Team Delta Cycling Rotterdam und gewann für das Team eine Etappe der Olympia’s Tour. Ein Jahr später wechselte er zum Metec Continental Cyclingteam, für das er beim Carpathian Couriers Race eine Etappe und alle Wertungen für sich entschied. 
Zur Saison 2021 wechselte van den Berg zum Development Team von Groupama-FDJ. Für das Team war er beim Grand Prix Adria Mobil und der Alpes Isère Tour erfolgreich. Im UCI Nations’ Cup U23 gewann er den Orlen Nations Grand Prix und entschied bei der Tour de l’Avenir zwei Etappen und die Punktewertung für sich.
Im September 2021 wurde bekannt, dass van den Berg zur Saison 2022 einen Profi-Vertrag beim UCI WorldTeam EF Education-Nippo erhält. Den ersten Erfolg für sein neues Team erzielte er bei der Mallorca Challenge 2023, als er die Trofeo Ses Salines-Alcudia für sich entschied. Nach dem zweiten Platz am Vortag gewann er die fünfte Etappe der Polen-Rundfahrt, sein erster Sieg auf der UCI WorldTour. Bei der Vuelta a España 2023, seiner ersten Grand Tour, kam er fünfmal unter die Top 10 der Tageswertung. 
Im Jahr 2024 war er mit einem Etappenerfolg bei der Katalonien-Rundfahrt erneut auf der WorldTour erfolgreich. Bei der Région Pays de la Loire Tour erzielte er im April den ersten Rundfahrtsieg als Radprofi. Bei der Tour of Guangxi war er als Etappenzweiter erneut nah dran an einem WorldTour-Erfolg.
Im Frühjahr 2025 gewann er mit der Trofeo Ses Salines ein Rennen der Mallorca Challenge.

## Familie
Marijn van den Berg ist der jüngere Bruder von Lars van den Berg, der ebenso als Radrennfahrer aktiv ist.

## Erfolge
2018
- eine Etappe Olympia’s Tour

2019
- Gesamtwertung, eine Etappe, Punktewertung und Nachwuchswertung Carpathian Couriers Race

2020
- eine Etappe Orlen Nations Grand Prix

2021
- Nachwuchswertung A Travers les Hauts de France
- zwei Etappen, Mannschaftszeitfahren und Punktewertung Tour de l’Avenir
- Gesamtwertung und zwei Etappen Orlen Nations Grand Prix
- eine Etappe Alpes Isère Tour
- Grand Prix Adria Mobil

2023
- Trofeo Ses Salines-Alcudia
- eine Etappe Polen-Rundfahrt
- Punktewertung Région Pays de la Loire Tour
- eine Etappe und Punktewertung Route d’Occitanie

2024
- eine Etappe Katalonien-Rundfahrt
- Gesamtwertung, zwei Etappen und Punktewertung  Région Pays de la Loire Tour

2025
- Trofeo Ses Salines
- eine Etappe Route d’Occitanie

## Grand Tour-Platzierungen
| Grand Tour            | 2023 | 2024 | 2025 |
| --------------------- | ---- | ---- | ---- |
| Giro d’ItaliaGiro     | –    | –    | –    |
| Tour de FranceTour    | –    | 109  | DNF  |
| Vuelta a EspañaVuelta | 126  | –    |      |